# Danh sách câu lạc bộ bóng đá ở Liberia
Đây là danh sách các câu lạc bộ bóng đá ở Liberia.
Về danh sách đầy đủ, xem Thể loại:Câu lạc bộ bóng đá Liberia

## B
- Bame
- Barrack Young Controllers Football Club

## D
- Devereux Football Club

## F
- FC Fassell
- Fatu Football Club
- FCAK-Liberia

## G
- Ganta Black Stars
- Gedi & Sons Football Club

## I
- Invincible Eleven

## J
- Jasmine Rangers Football Club
- Jubilee FC
- Junior Professional Football Club

## K
- Keitrace FC

## L
- Liberia Petroleum Refining Company Oilers
- Liberia Ship Corporate Registry Football Club

## M
- Mark Professionals
- Mighty Barrolle
- Mighty Blue Angels FC
- Monrovia Black Star Football Club
- Monrovia Club Breweries
- Monrovia FC
- Muscat FC (Liberia)

## N
- National Port Authority Anchors
- Nimba Football Club
- Nimba United Football Club

## S
- Saint Joseph Warriors Football Club
- St Anthony FC

## U
- United Soccer Ambassador Football Club

## W
- Watanga Football Club